# Hartmann Schedel

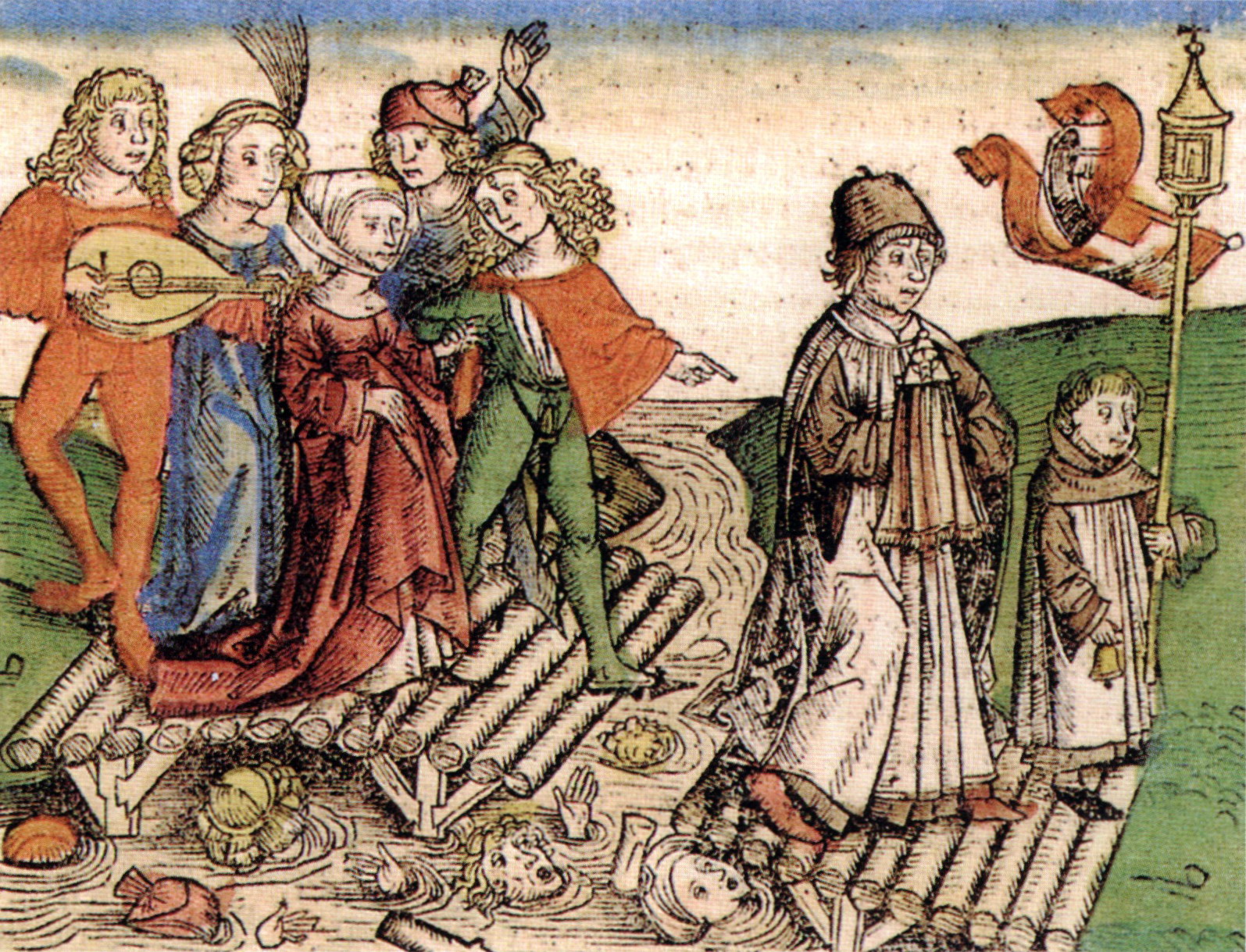
Het instorten van de Maasbrug in Maastricht in 1275 (Weltchronik, 1493)

Hartmann Schedel (Neurenberg, 13 februari 1440 – aldaar, 28 november 1514) was een Duits arts, historicus, cartograaf en humanist. Hij maakte als een van de eerste cartografen gebruik van de drukpers. Matheolus Perusinus wordt beschouwd als zijn leermeester.
Schedel is het meest bekend door de Kroniek van Neurenberg, ook wel Schedel'sche Weltchronik (Wereldkroniek van Schedel). Dit grote werk werd op 12 juli 1493 in Nuremberg gepubliceerd als een incunabulum. Veel kaarten uit deze kroniek toonden voor het eerst in de geschiedenis hele steden en landen; tot dan toe was niet zoveel over geografie en cartografie bekend. Door de uitvinding van de boekdrukkunst, in 1447 door Johannes Gutenberg, werd het eenvoudiger om kaarten en afbeeldingen in grotere oplagen te verspreiden. Boeken waren voordien zeldzaam en duur, vanwege de handschriften.
Schedel was ook een vooraanstaand verzamelaar van boeken, kunst en houtgravures. Door een uitgave van verzameld werk in 1504 werd bijvoorbeeld veel informatie bekend over Jacopo de' Barbari, die voorheen onbekend was.
- Biblioteca Nacional de España: XX1002345
- Bibliothèque nationale de France: cb13475011k (data)
- Catàleg d'autoritats de noms i títols de Catalunya: 981058524778206706
- Stuttgart Database of Scientific Illustrators 1450–1950: 11575
- Gemeinsame Normdatei: 118754211
- International Standard Name Identifier: 0000 0000 8342 5952
- Library of Congress Control Number: n50021976
- Nationale Bibliotheek van Letland: 000152405
- Nationale Bibliotheek van Tsjechië: jn19990007548
- Nationale bibliotheek van Australië: 44049326
- Nationale Bibliotheek van Israël: 987007267519805171
- Nationale Bibliotheek van Polen: a0000001180260
- Nederlandse Thesaurus van Auteursnamen: 071188606
- Istituto Centrale per il Catalogo Unico: TO0V022474
- LIBRIS: 288231
- SNAC: w66q22t8
- Système universitaire de documentation: 030438233
- Museum of New Zealand Te Papa Tongarewa: 35304
- Trove: 1212273
- Union List of Artist Names: 500088925
- Virtual International Authority File: 29681141
- WorldCat: E39PBJfmkCwYBQFVTmrPpjdG73